# فرودگاه کمپ هاچینوهی یگسدف
فرودگاه کمپ هاچینوهی یگسدف (به انگلیسی: JGSDF Camp Hachinohe) یک فرودگاه نظامی است . این فرودگاه در شهر هاچینوهه، آئوموری کشور ژاپن قرار دارد .